# Ричард Чайлд
Ричард Чайлд (на английски: Richard Child) е американски писател на произведения в жанра исторически трилър.

## Биография и творчество
Ричард Чайлд е роден в САЩ.
Получава магистърска степен по английска филология от университета на Охайо, където учи и творческо писане с Уолтър Тевис и Даниел Кийс. След дипломирането си преподава английски език в колежа и в гимназията. Завършва училището по мениджмънт „Уотърхеад“ в Кливланд. Работи в областта на пазарни проучвания, стратегическо планиране и рекламиране, преди да започне да работи със своята собствена компания.
Преследвайки мечтата си да стане писател, продава бизнеса си и се връща към преподаването. В продължение на няколко години със семейството си живее в Европа и проучва различни исторически загадки. Посещава водопада Виктория в Зимбабве, ликийските гробници на Южна Турция, руините на крепостите на тамплиерите в Лангедок, планинските крепости на еретичните катари, руини на крепости в Сицилия и останките на шотландски манастир от 7 век, исторически места, които го вдъхновяват за творчеството му.
Първият му роман „Ръката на пророка“ е публикуван през 2006 г. Група археолози открива манускрит от 9 век на шотландския остров Йона, който може да навреди на Римската църква. Археоложката Катлийн Филипс и пилотът Джейми Камерън се сблъскват с Ватикана, наемния убиец Раймон Тренкавел и италианската мафия в опазване на ценния артефакт, който може да разкрие истинската причина за кръстоносния поход срещу катарите и създаването на Светата инквизиция
Ричард Чайлд живее със семейството си в Средния Запад на САЩ.

## Произведения

### Самостоятелни романи
- Hand of the prophet (2006)
Ръката на пророка, изд.: ИК „Бард“, София (2014), прев. Крум Бъчваров

### Документалистика
- Statism, nationalism, and cosmopolitanism: an essay on the scope and structure of distributive justice (2010)